# CIELab

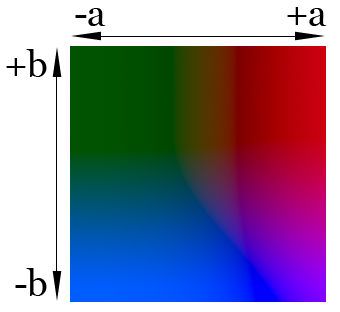
L = 25%

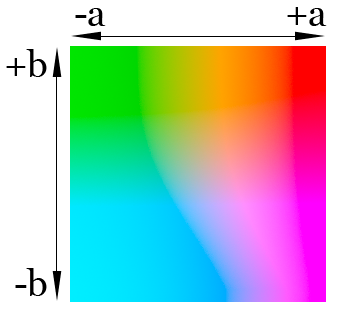
L = 75%

Przestrzeń CIELab, CIE 1976 L*a*b* – przestrzeń barw, która została znormalizowana w 1976 przez  Międzynarodową Komisję Oświetleniową (CIE „Comission Internationale de l'Eclairage”'). Stanowi ona modyfikację przestrzeni barw L,a,b, stworzonej przez Huntera w 1948 roku. CIELab stanowi matematyczną transformację przestrzeni CIEXYZ. Transformację tę wprowadzono jako wynik badań nad spostrzeganiem przez oko ludzkie różnicy między barwami. Zakładano, że barwy znajdujące się w przestrzeni CIELab w jednakowej odległości ΔE od siebie będą postrzegane jako jednakowo różniące się od siebie. Zatem CIELab miała być w założeniu równomierną przestrzenią barw, natomiast jest ona jedynie w przybliżeniu równomierną percepcyjnie przestrzenią barw. Dowodem nierównomierności jest fakt, że różnica barw {\displaystyle \Delta E_{76}} (CIEDE76) wyliczona jako długość wektora w przestrzeni euklidesowej L*, a*, b* jest nierównomierna, tzn. jednakowa liczbowa wartość różnicy barw powoduje różne wrażenie niejednakowych różnic barw u obserwatora, w zależności od odcienia i nasycenia. Problem rozwiązano w taki sposób, że zachowano CIELab jako stosowaną przestrzeń, natomiast wprowadzono nowe reguły obliczania różnicy barw. Obecnie zalecaną regułą obliczania różnicy barw jest CIEDE2000 ({\displaystyle \Delta E_{2000}}).
Barwę opisują matematycznie trzy składowe: L* – jasność (zależna od luminancji), a* – odchylenie od równowagi pomiędzy zielenią a czerwienią (zbliżoną do magenty dla zerowej wartości b*), b* – odchylenie od równowagi pomiędzy niebieskim a żółtym.
Wartości z przestrzeni CIEXYZ można przekształcić do przestrzeni barwnej CIELab według wzorów:
{\displaystyle L{\textrm {*}}=116f({Y}/{Y_{\textrm {n}}})-16}
{\displaystyle a{\textrm {*}}=500\left(f({X}/{X_{\textrm {n}}})-f({Y}/{Y_{\textrm {n}}})\right)}
{\displaystyle b{\textrm {*}}=200\left(f({Y}/{Y_{\textrm {n}}})-f({Z}/{Z_{\textrm {n}}})\right)}
gdzie:
{\displaystyle f(\chi )=\chi ^{1/3}} jeżeli {\displaystyle \chi >(6/29)^{3}} oraz 
{\displaystyle f(\chi )=(841/108)\chi +4/29} jeżeli {\displaystyle \chi \leqslant (6/29)^{3}}
{\displaystyle X,Y,Z} to współrzędne barwy w przestrzeni CIEXYZ, zgodnie z ISO/CIE 11664-1,
{\displaystyle X_{\textrm {n}},Y_{\textrm {n}},Z_{\textrm {n}}} to współrzędne w przestrzeni CIEXYZ zakładanej bieli, w zależności od przyjętego iluminanta.
CIELab jest obecnie najpopularniejszym sposobem opisu barwy i stanowi podstawę współczesnych systemów zarządzania barwą. Różnica pomiędzy dwiema barwami w przestrzeni CIELab ma postać (CIEDE76) długości wektora w trójwymiarowej przestrzeni euklidesowej:
{\displaystyle \Delta E_{76}={\sqrt {(\Delta L)^{2}+(\Delta a)^{2}+(\Delta b)^{2}}}}
Można przyjąć, że standardowy obserwator w przybliżeniu zauważa różnicę barw następująco:
- 0 < ΔE < 1 – nie zauważa różnicy,
- 1 < ΔE < 2 – zauważa różnicę jedynie doświadczony obserwator,
- 2 < ΔE < 3,5 – zauważa różnicę również niedoświadczony obserwator,
- 3,5 < ΔE < 5 – zauważa wyraźną różnicę barw,
- 5 < ΔE – obserwator odnosi wrażenie dwóch różnych barw.